# Crataegus macrosperma
Crataegus macrosperma — вид квіткових рослин із родини трояндових (Rosaceae).

## Біоморфологічна характеристика
Це дерево чи кущ 30–70 дм заввишки. Нові гілочки від золотисто-зеленого до сильно червонуватого відтінку, голі, 1-річні зазвичай блискучі, темно-коричневі, старші сірі; колючки на гілочках 1-річні блискучі, від темно-коричневого до чорного кольору, часто з чорними кінчиками, міцні або тонкі, 2.5–6 см. Листки: ніжки листків 30–60% від довжини пластин, від рідко до густо залозисті; листові пластини яйцеподібні, 3–6(9) см, основа майже серцеподібна, усічена чи від закругленої до клиноподібної, часточок по 3–6 на кожному боці, верхівки часток від гострих до загострених, краї зубчасті, верхівка гостра, верхня поверхня щільно притиснуто-запушена молодою, потім майже гола. Суцвіття 5–12-квіткові. Квітки 13–17(22) мм у діаметрі; гіпантій голий; чашолистки 4–5 мм; тичинок 5–10; пиляки від рожевого до червонувато-пурпурного кольору. Яблука яскраво-червоні, від майже кулястих до еліпсоїдних, 8–15 мм у діаметрі. 2n = 68. Період цвітіння: квітень — червень; період плодоношення: вересень — листопад.

## Ареал
Зростає у східній частині США (Арканзас, Коннектикут, Делавер, Джорджія, Іллінойс, Індіана, Кентуккі, Луїзіана, Массачусетс, Меріленд, Мен, Мічиган, Міннесота, Міссісіпі, Північна Кароліна, Нью-Гемпшир, Нью-Джерсі, Нью-Йорк, Огайо, Пенсильванія, Род-Айленд, Південна Кароліна, Теннессі, Вірджинія, Вермонт, Вісконсин, Західна Вірджинія) й південно-східній частині Канади (Онтаріо, Квебек).
Населяє старі поля, паркани, чагарники, ліси, гірські лисини та скелясті схили; на висотах 0–1600 метрів.

## Використання
Плоди вживають сирими чи приготованими чи сушать для пізнішого використання. Плоди досить сильно відрізняються за розміром і якістю.
Хоча конкретних згадок про цей вид не було помічено, плоди і квіти багатьох глоду добре відомі в трав'яній народній медицині як тонізувальний засіб для серця, і сучасні дослідження підтвердили це використання. Зазвичай його використовують у вигляді чаю або настоянки.
Деревина роду Crataegus, як правило, має хорошу якість, хоча вона часто занадто мала, щоб мати велику цінність.